# Unión Demócrata Cristiana de Alemania
La Unión Demócrata Cristiana de Alemania (en alemán: Christlich Demokratische Union Deutschlands, pronunciado /ˈkʁɪstlɪç demoˈkʁaːtɪʃə ʔuˈni̯oːn ˈdɔʏtʃlants/, o por sus siglas CDU, pronunciado /ˌtseːdeːˈʔuː/ (escucharⓘ)) es un partido político alemán de ideología conservadora y europeísta. Se define a sí misma como un «partido de centro, demócrata cristiano, liberal y conservador». A escala europea, es miembro del Partido Popular Europeo. Se fundó en 1945 después de la Segunda Guerra Mundial como alianza de los líderes de orientación cristiana. Después de la partición de Alemania, en la parte oriental siguió existiendo la Unión Demócrata Cristiana de la RDA, integrada en el Frente Nacional de Alemania Democrática dominado por el Partido Socialista Unificado. Con la caída del Muro de Berlín, la CDU de la RDA se volvió a integrar en la CDU occidental.
La CDU se presenta en todos los estados federados de Alemania a excepción de Baviera, donde existe la CSU (Unión Social Cristiana), un partido independiente de tendencia similar, aunque con un matiz regionalista. En el Parlamento alemán, CDU y CSU forman un grupo conjunto. A nivel europeo, ambos integran el Partido Popular Europeo (PPE).
Entre las personalidades históricas más destacadas de la CDU figuran los cancilleres Konrad Adenauer (1949-63), Ludwig Erhard (1963-66), Kurt Georg Kiesinger (1966-69), Helmut Kohl (1982-98) y Angela Merkel (2005-2021).
En las elecciones al Parlamento alemán del 26 de septiembre de 2021, la CDU consiguió el 18.9 % de los votos (152 escaños). Junto con su partido hermanado, la CSU bávara, que logró el 5.2 % (45 escaños), la CDU/CSU obtuvo el peor resultado de su historia, quedando por detrás del Partido Socialdemócrata (SPD). Luego de los comicios, se constituyó un gobierno de coalición entre el SPD, los Verdes y el FDP con Olaf Scholz como Canciller de Alemania, con lo cual la CDU pasó a liderar la oposición.
El Estado con más presencia de la CDU es Schleswig-Holstein (43.4 %, 2022) y el que cuenta con menor presencia es Hamburgo (11.2 %, 2020).
| Miembro del parlamento. Presidiendo el gobierno. Miembro del parlamento. En el gobierno. Miembro del parlamento. En la oposición. |
| Gobierna en coalición |
| Berlín (con el SPD) |
| Renania del Norte-Westfalia (con Los Verdes)                                                                                      |
| Hesse (con el SPD) |
| Sajonia (con el SPD y Los Verdes)                                                                                                 |
| Sajonia-Anhalt (con el SPD y el FDP)                                                                                              |
| Schleswig-Holstein (con Los Verdes)                                                                                               |
| Turingia (con el SPD y la BSW) |
| Es socio de gobierno |
| De Los Verdes en Baden-Wurtemberg                                                                                                 |
| Está en la oposición en: |
| Baja Sajonia, Brandeburgo, Bremen, Hamburgo, Mecklemburgo‑Pomerania Occidental, Renania‑Palatinado y Sarre                        |

## Ideología
A lo largo de su historia, la CDU presentó varios programas políticos. El programa de Ahlen de 1947 todavía defendió un llamado socialismo cristiano; dos años más tarde, en el programa de Düsseldorf para las primeras elecciones federales de la posguerra, se propagó la «economía social de mercado». Decisivo para el desarrollo del partido fue el «programa de principios» votado en 1978 en Ludwigshafen, preparado por una comisión liderada por Richard von Weizsäcker (quien posteriormente sería Presidente Federal). El segundo «programa de principios» fue decidido en el congreso del partido de Hamburgo en 1994 y lleva el título «Libertad en la Responsabilidad».
En su programa, la CDU habla de la «concepción cristiana del ser humano y de su responsabilidad ante Dios». Uno de los objetivos de la CDU es la de dirigirse a todas las confesiones cristianas, a cambio del Partido del Centro, su precursor exclusivamente católico durante la República de Weimar. La CDU defiende la economía social de mercado dentro de un Estado de derecho federal. A escala exterior, quiere profundizar la integración europea y las relaciones con Estados Unidos.
Durante los últimos años, la CDU hizo hincapié sobre todo en las áreas de política económica, fiscal, educativa, exterior y de seguridad. El título de su programa electoral para las elecciones federales de 2005 llevó el título «Crecimiento. Trabajo. Seguridad». Además, la CDU defiende una reducción de la burocracia y trató de incentivar un debate sobre patriotismo.
En 2007, un congreso del partido en Hanóver votó un tercer programa de principios, bajo el título de «Libertad y seguridad. Principios para Alemania». En él, la CDU se autodefine como «partido popular del centro» y defiende sus raíces social-cristianas, liberales y conservadoras. Reafirma la importancia de la «concepción cristiana del ser humano», en la que se basan los tres valores «libertad, solidaridad y justicia». Proclama el objetivo de crear una «sociedad de oportunidades» en la que los ciudadanos vivan «libres y seguros». Uno de los aspectos centrales del programa es el papel de la familia como núcleo de la sociedad; para fomentar el número de hijos, la CDU quiere mejorar la compatibilidad entre la vida profesional y familiar, ampliando el número de plazas gratuitas en guarderías. Además, la CDU defiende el mantenimiento de las ventajas fiscales para las familias.
Los principales ejes ideológicos de la CDU son el liberalismo económico, la democracia cristiana y el apoyo a Estados Unidos en cuestiones de política exterior. Sin embargo, la práctica del poder de la CDU se caracteriza por una cierta elasticidad. El gobierno de Merkel ha suprimido el servicio militar, ha allanado el camino para el reconocimiento del matrimonio igualitario (rechazado por dos tercios de los diputados de la CDU, pero aprobado por los miembros de la izquierda y el centro) y ha emprendido el cierre de centrales nucleares ; medidas que nunca se incluyeron en el programa electoral del partido. El Gobierno conservador se mostró intratable con Grecia durante la crisis de la deuda y exigió severas medidas de austeridad, y concedió asilo a cientos de miles de refugiados durante la crisis migratoria de 2015. El partido promovió durante décadas una visión conservadora de la familia y la sociedad -con las mujeres apartadas de la política- antes de llevar a una mujer a la cancillería en 2005.

## Historia
| Líder                      | Mandato   |
| -------------------------- | --------- |
| Konrad Adenauer            | 1950–1966 |
| Ludwig Erhard              | 1966–1967 |
| Kurt Georg Kiesinger       | 1967–1971 |
| Rainer Barzel              | 1971–1973 |
| Helmut Kohl                | 1973–1998 |
| Wolfgang Schäuble          | 1998–2000 |
| Angela Merkel              | 2000–2018 |
| Annegret Kramp-Karrenbauer | 2018-2021 |
| Armin Laschet              | 2021-2022 |
| Friedrich Merz             | 2022-act. |

### Fundación
Tras la caída de la Alemania nazi al final de la Segunda Guerra Mundial, la necesidad de un nuevo orden político en el país era inminente. Pero simultáneamente comenzaron los movimientos independientes que surgen en Alemania, cada uno con el objetivo de planificar un «Cristiano-demócrata». El «movimiento Unión» fue establecido en Berlín el 26 de junio de 1945, y en Renania del Norte-Westfalia en septiembre del mismo año.
Los miembros fundadores de la CDU consistieron principalmente en los exmiembros del Partido del Centro, del Partido Democrático Alemán, del Partido Nacional del Pueblo Alemán, y del Partido Popular Alemán. Varios de estos individuos, incluyendo el fundador de los demócrata-cristianos en Berlín, Andreas Hermes y el futuro canciller de Alemania Konrad Adenauer, fueron encarcelados por su participación en la resistencia alemana al nazismo. Sin embargo, en los años de la Guerra Fría después de la Segunda Guerra Mundial hasta la década de 1960, la CDU también atrajo a numerosos conservadores y anticomunistas exnazis o colaboradores de los nazis en sus rangos superiores (como Hans Globke y Theodor Oberländer).
Al principio, no estaba claro cuál de las partes se verían favorecidas por los vencedores de la guerra, pero al final de la década de 1940, los gobiernos de los Estados Unidos y del Reino Unido comenzaron a inclinarse por la CDU y lejos del Partido Socialdemócrata de Alemania (SPD). Las potencias occidentales apreciaron la moderación de la CDU, su flexibilidad y su valor como una fuerza contra los comunistas, en la que se hace un llamamiento a los votantes europeos de la época. También, Adenauer había recibido temprano confianza de los británicos.
El partido se dividió en torno a cuestiones como rearme dentro de la Organización del Tratado del Atlántico Norte (OTAN) del denominado Bloque Occidental y la reunificación alemana como un estado neutral. Adenauer se negó a considerar al SPD como parte de la coalición hasta que estuvieran seguros de que compartieran su posición anticomunista. El principio de la reunificación rechazó que enajenen Alemania de la alianza occidental hacía más difícil el ancla del partido entre los votantes Protestantes.

### Escándalo sobre la financiación ilegal del partido en 1999
Después de la reunificación de Alemania, para que la CDU no fuera derrotada por la oposición socialista el partido recibió dinero para financiar su campaña electoral de manos del gobierno francés, liderado por el presidente François Mitterrand, quien estaba interesado en que la empresa petrolera francesa Elf Aquitaine se quedara con la refinería de Leuna, situada en Alemania Oriental y pertenecía a la empresa pública Minol. Estas operaciones para aceptar dinero de forma fraudulenta se habían llevado a cabo durante el gobierno de la CDU del canciller Helmut Kohl en la década de 1990, si bien esta información fue escondida y no fue descubierta hasta 1999, con el triunfo de la oposición.
La operación se ejecutó en diciembre de 1994, la mayoría conservadora de la CDU en el Bundestag aprobó una ley que anulaba todos los derechos de los propietarios. Se descubrió que disponían en cuentas del cantón de Ginebra (Suiza) más de trescientos millones de marcos alemanes en fondos ilegales, al menos 256 apropiados de la venta a Elf Aquitaine.

### Presidencia del partido de Angela Merkel (2000-2018)
En 1998, Helmut Kohl perdió las elecciones a la cancillería ante Gerhard Schröder y renunció a su cargo de líder de la CDU. Su sucesor fue Wolfgang Schäuble y Angela Merkel pasó a ser secretaria general. Entonces el escándalo de donaciones comenzó a amenazar los logros de la nueva cúpula del partido. En esta situación, Merkel publicó un artículo en el periódico Frankfurter Allgemeine Zeitung donde exigió de su partido distanciarse de Helmut Kohl. Luego, un aspecto del mismo escándalo salpicó a Schäuble, quien tuvo que entregar la dirección del partido.
Entonces con 96 % de los votos el partido Merkel fue elegida como jefa en abril de 2000. Por otra parte, Edmund Stoiber, líder del CSU competía con Merkel por la candidatura a la cancillería en las elecciones federales de 2002, y Merkel cedió el lugar al político bávaro. Stoiber perdió ante Schröder, pero tres años después el canciller convocó a elecciones anticipadas, en las que una «Gran coalición» con los socialdemócratas del SPD, le aseguró a Merkel el puesto de canciller en las elecciones federales de 2005.

### Liderazgo de Annegret Kramp-Karrenbauer
El 7 de diciembre de 2018, Annegret resultó elegida presidenta de la CDU en el congreso federal de ese partido. La hasta ese momento secretaria general de la formación se impuso a los otros dos candidatos, Friedrich Merz y Jens Spahn. De esta forma, la CDU optó por la línea más centrista y europeísta de Angela Merkel, que después de dieciocho años dejaba el liderazgo del partido.
El 10 de febrero de 2020 comunicó su renuncia a la presidencia del partido y por tanto a ser candidata a la Cancillería en sustitución de Merkel. La decisión está relacionada con la crisis en el land de Turingia por el voto conjunto de conservadores y liberales con los ultraderechistas de Alternativa para Alemania. Continuó en el cargo hasta el 16 de enero de 2021, cuando Armin Laschet fue elegido como nuevo presidente de la formación.

### Liderazgo de Friedrich Merz
Tras su fracaso en las elecciones federales de 2021, en las que la CDU/CSU sólo obtuvo el 24 % de los votos y ya no pudo formar gobierno, el líder del partido, Armin Laschet, dimitió. Por primera vez en la historia del partido, los afiliados pudieron votar a un nuevo líder. Eligieron a Friedrich Merz, un conservador-liberal  que en su día se opuso internamente a la línea centrista de Angela Merkel. Tendrá la tarea de liderar la oposición conservadora al gobierno de Olaf Scholz, que se encuentra en una forma de continuidad con Angela Merkel, de quien fue ministro de Finanzas.

## Perfil de los afiliados y votantes
El número de afiliados ha disminuido constantemente desde los años 90, pasando de 790 000 en 1990 a 400 000 en 2021.
De los miembros del partido, el 52 % son católicos, el 38 % protestantes, el 1 % de otra religión y el 10 % ateos. La CDU es tradicionalmente el partido más popular entre los empresarios, los agricultores y las profesiones liberales.
El partido se beneficia del envejecimiento de la población y de la mayor participación de las personas mayores en las elecciones. Más de la mitad de sus miembros tienen más de sesenta años. El partido va ganando terreno poco a poco entre los votantes de origen inmigrante (especialmente los procedentes de Turquía): en 2018, una encuesta indicaba que el 40 % de ellos prefería la CDU-CSU.
En el parlamento, la CDU sigue cerrada en gran medida a las mujeres y a las personas de origen extranjero. Las mujeres sólo representan el 22 % de sus diputados, frente a más de la mitad de Die Linke y los Verdes y el 44 % del SPD. Además, sólo el 3 % de sus diputados son de origen inmigrante, la menor representación de cualquier grupo político en el Parlamento.

## Unión Europea

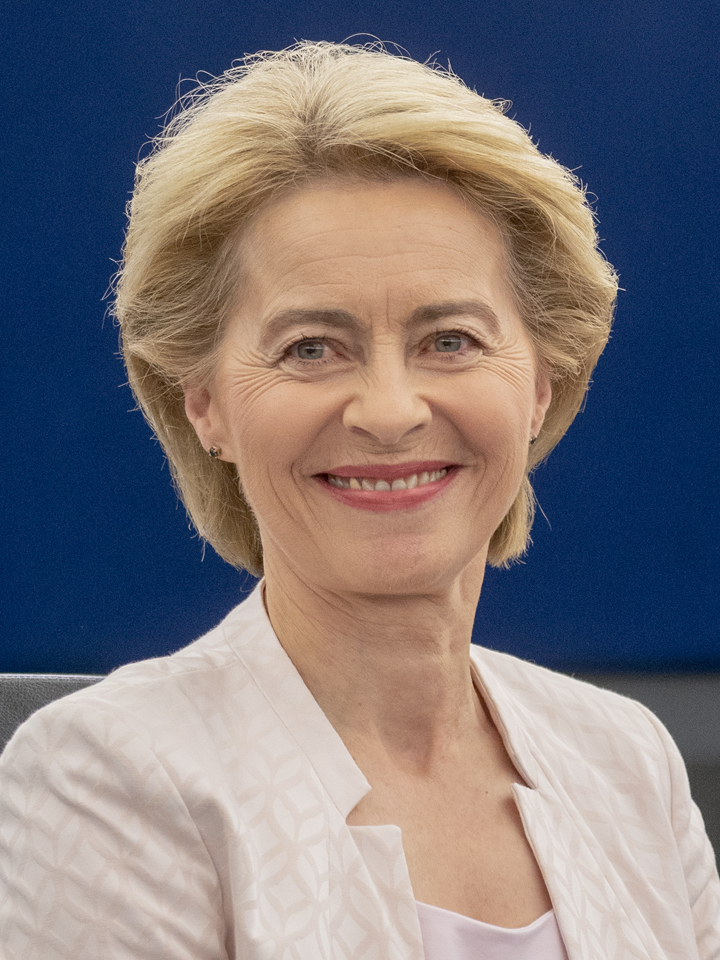
Ursula von der Leyen de la CDU es la presidenta de la Comisión Europea desde el 1 de diciembre de 2019.

En el ámbito de la política referente a la Unión Europea en Alemania, la CDU se ve a sí misma como «el» partido europeo. Esta afirmación está justificada por la política europea de Konrad Adenauer y los posteriores cancilleres del partido, así como por una tradición que apunta programáticamente a un estado europeo y a la unificación del Occidente cristiano. Sin embargo, la idea del estado ha pasado a segundo plano con la introducción de la regulación del mercado interno y la reunificación alemana.
Al excanciller Helmut Kohl se le describe en el partido (pero también a través de las fronteras nacionales y del partido) como un europeo convencido, ya que la integración europea se promovió en su cancillería, por ejemplo, mediante la firma de los acuerdos para el euro, el mercado interno o el Acuerdo de Schengen.
A raíz de la crisis del euro, la CDU se está reposicionando para la integración europea, pero de manera menos crítica que su partido hermano bávaro, la CSU. Los eurodiputados del partido están comprometidos con el mayor desarrollo de la Unión Europea en una confederación europea. A partir de 2009, el gobierno federal liderado por CDU y dirigido por Angela Merkel se basó más en las regulaciones intergubernamentales, por ejemplo, en el contexto del Pacto del Euro. Sin embargo, en su conferencia del partido en 2011, la CDU decidió una posición que propagaba el método comunitario y pidió una unión política basada en principios federales.
El partido es contrario a la adhesión de Turquía a la Unión Europea. En cambio, aboga por una asociación privilegiada. Sobre todo, argumenta que Turquía con frecuencia viola los derechos humanos y que el gobierno turco niega el genocidio armenio de 1915. Además, Turquía debe reconocer a Chipre como un estado soberano, ya que es un requisito previo que los Estados miembros de la UE se reconozcan mutuamente.

## Resultados electorales

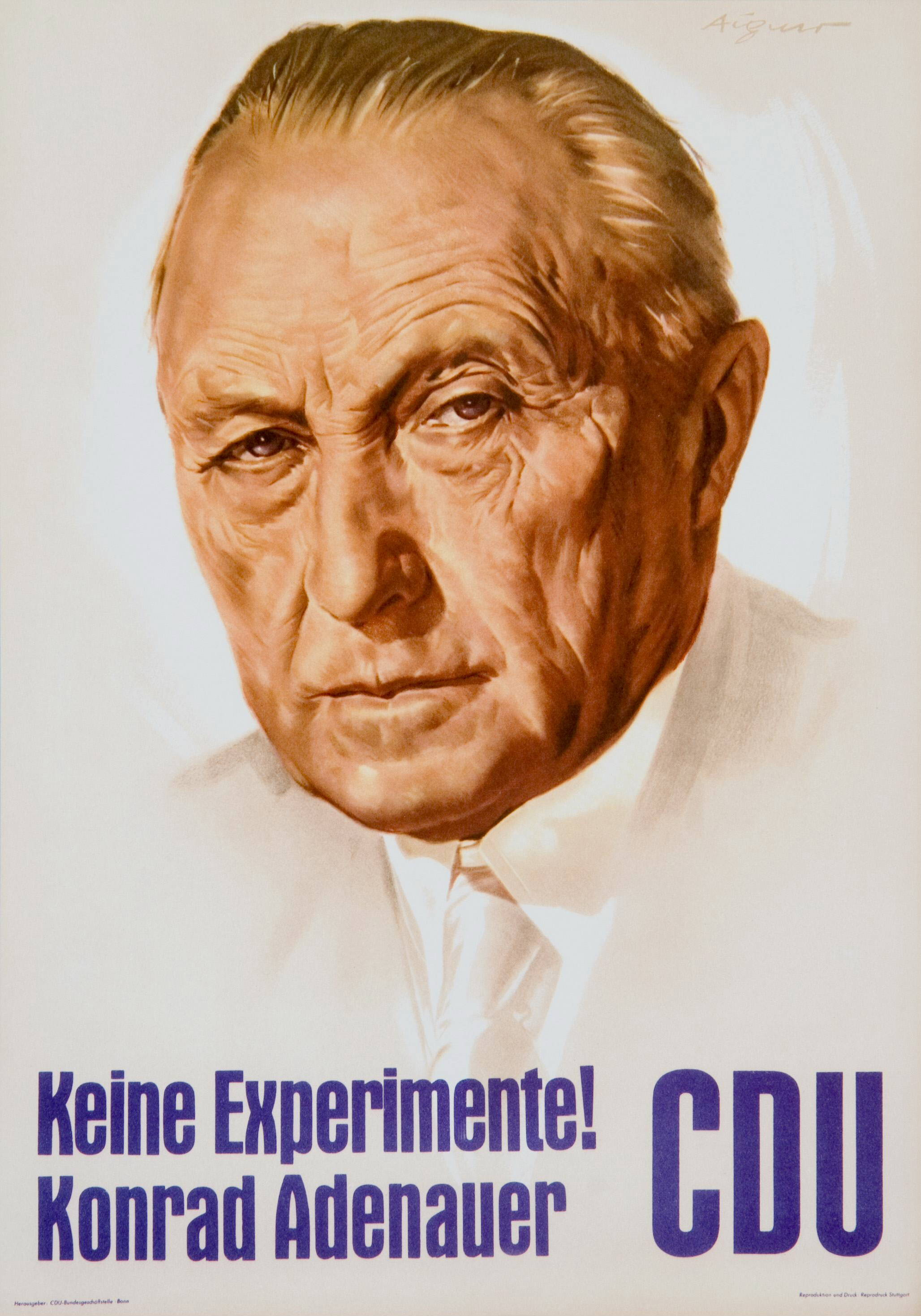
Propaganda electoral de Konrad Adenauer de 1957.

### Elecciones federales
| Año  | # de votos directos | # de votos por lista | % de votos por lista | # de escaños obtenidos | +/– | Candidato            | Resultado                          |
| ---- | ------------------- | -------------------- | -------------------- | ---------------------- | --- | -------------------- | ---------------------------------- |
| 1949 |                     | 5 978 636            | 25.1                 | 115/402                |     | Konrad Adenauer      | Gobierno con FDP, DP y CSU         |
| 1953 | 9 577 659           | 10 016 594           | 36.4                 | 197/509                | 82  | Konrad Adenauer      | Gobierno con FDP y CSU             |
| 1957 | 11 975 400          | 11 875 339           | 39.7                 | 222/519                | 25  | Konrad Adenauer      | Gobierno con CSU                   |
| 1961 | 11 622 995          | 11 283 901           | 35.8                 | 201/521                | 21  | Konrad Adenauer      | Gobierno con FDP y CSU             |
| 1965 | 12 631 319          | 12 387 562           | 38.0                 | 202/518                | 1   | Ludwig Erhard        | Gobierno con FDP y CSU (1965-1966) |
| 1965 | 12 631 319          | 12 387 562           | 38.0                 | 202/518                | 1   | Ludwig Erhard        | Gobierno con SPD y CSU (1966-1969) |
| 1969 | 12 137 148          | 12 079 535           | 36.6                 | 201/518                | 1   | Kurt Georg Kiesinger | Oposición                          |
| 1972 | 13 304 813          | 13 190 837           | 35.2                 | 186/518                | 15  | Rainer Barzel        | Oposición                          |
| 1976 | 14 423 157          | 14 367 302           | 38.0                 | 201/518                | 15  | Helmut Kohl          | Oposición                          |
| 1980 | 13 467 207          | 12 989 200           | 34.2                 | 185/519                | 16  | Franz Josef Strauss  | Oposición (1980-1982)              |
| 1980 | 13 467 207          | 12 989 200           | 34.2                 | 185/519                | 16  | Franz Josef Strauss  | Gobierno con FDP y CSU (1982-1983) |
| 1983 | 15 943 460          | 14 857 680           | 38.1                 | 202/520                | 17  | Helmut Kohl          | Gobierno con CSU y FDP             |
| 1987 | 14 168 527          | 13 045 745           | 34.4                 | 185/519                | 17  | Helmut Kohl          | Gobierno con CSU y FDP             |
| 1990 | 17 707 574          | 17 055 116           | 36.7                 | 268/662                | 83  | Helmut Kohl          | Gobierno con FDP y CSU             |
| 1994 | 17 473 325          | 16 089 960           | 34.2                 | 244/672                | 24  | Helmut Kohl          | Gobierno con CSU y FDP             |
| 1998 | 15 854 215          | 14 004 908           | 28.4                 | 198/669                | 46  | Helmut Kohl          | Oposición                          |
| 2002 | 15 336 512          | 14 167 561           | 29.5                 | 190/603                | 8   | Edmund Stoiber       | Oposición                          |
| 2005 | 15 390 950          | 13 136 740           | 27.8                 | 180/614                | 10  | Angela Merkel        | Gobierno con SPD y CSU             |
| 2009 | 13 856 674          | 11 828 277           | 27.3                 | 194/620                | 14  | Angela Merkel        | Gobierno con FDP y CSU             |
| 2013 | 16 233 642          | 14 921 877           | 34.1                 | 255/631                | 61  | Angela Merkel        | Gobierno con SPD y CSU             |
| 2017 | 14 030 751          | 12 447 656           | 26.8                 | 200/709                | 55  | Angela Merkel        | Gobierno con SPD y CSU             |
| 2021 | 10 451 524          | 8 775 471            | 18.9                 | 152/736                | 48  | Armin Laschet        | Oposición                          |
| 2025 | 12 601 967          | 11 194 700           | 22.6                 | 164/630                | 12  | Friedrich Merz       | Gobierno con SPD y CSU             |

### Elecciones al Parlamento Europeo
| Año  | # de votos | % de votos | # de escaños obtenidos | +/–         |
| ---- | ---------- | ---------- | ---------------------- | ----------- |
| 1979 | 10 883 085 | 39.0 (#2)  | 33/81                  |             |
| 1984 | 9 308 411  | 37.5 (#1)  | 32/81                  | 1           |
| 1989 | 8 332 846  | 29.5 (#2)  | 24/81                  | 8           |
| 1994 | 11 346 073 | 32.0 (#2)  | 39/99                  | 15          |
| 1999 | 10 628 224 | 39.2 (#1)  | 43/99                  | 4           |
| 2004 | 9 412 009  | 36.5 (#1)  | 40/99                  | 3           |
| 2009 | 8 071 391  | 30.6 (#1)  | 34/99                  | 6           |
| 2014 | 8 807 500  | 30.0 (#1)  | 29/96                  | 5           |
| 2019 | 8 437 093  | 22.6 (#1)  | 23/96                  | 6           |
| 2024 | 9 435 636  | 23.7 (#1)  | 23/96                  | Sin cambios |

### En losBundesländer
La CDU no concurre en las elecciones en Baviera debido a su alianza con la CSU.
| Parlamento Regional               | Última elección | Votos     | %          | Escaños | +/– | Estatus                                  |
| --------------------------------- | --------------- | --------- | ---------- | ------- | --- | ---------------------------------------- |
| Baden-Württemberg                 | 2021            | 1 168 975 | 24.1 (#2)  | 42/154  | 0   | Gobierno con Alianza 90/Los Verdes       |
| Berlín                            | 2023            | 428 228   | 28.2 (#1)  | 52/159  | 12  | Gobierno con el SPD                      |
| Brandeburgo                       | 2024            | 181 632   | 12.1 (#4)  | 12/88   | 3   | Oposición                                |
| Bremen                            | 2023            | 330 791   | 26.2 (#2)  | 24/87   | 0   | Oposición                                |
| Hamburgo                          | 2020            | 453 717   | 11.2 (#3)  | 15/123  | 5   | Oposición                                |
| Hesse                             | 2023            | 972 876   | 34.6 (#1)  | 52/133  | 12  | Gobierno con el SPD                      |
| Baja Sajonia                      | 2022            | 1 017 276 | 28.1 (#2)  | 47/146  | 3   | Oposición                                |
| Mecklemburgo-Pomerania Occidental | 2021            | 121 566   | 13.3 (#3)  | 12/79   | 4   | Oposición                                |
| Renania del Norte-Westfalia       | 2022            | 2 552 276 | 35.7 (#1)  | 76/195  | 4   | Gobierno con Alianza 90/Los Verdes       |
| Renania-Palatinado                | 2021            | 535 318   | 27.67 (#2) | 31/101  | 4   | Oposición                                |
| Sarre                             | 2022            | 129 154   | 28.50 (#2) | 19/51   | 5   | Oposición                                |
| Sajonia                           | 2024            | 749 216   | 31.9 (#1)  | 41/120  | 4   | Gobierno con Alianza 90/Los Verdes y SPD |
| Sajonia-Anhalt                    | 2021            | 394 810   | 37.1 (#1)  | 40/97   | 10  | Gobierno con SPD y FDP                   |
| Schleswig-Holstein                | 2022            | 601 964   | 43.4 (#1)  | 34/69   | 9   | Gobierno con Alianza 90/Los Verdes       |
| Turingia                          | 2024            | 285 141   | 23.6 (#2)  | 23/88   | 2   | Gobierno con SPD y BSW                   |